# 马鞍山慈湖高新技术产业开发区
马鞍山慈湖高新技术产业开发区（原马鞍山慈湖经济开发区）是由中国安徽省马鞍山市政府于2002年5月设立，总规划面积11.2平方公里，是马鞍山的老工业基地。慈湖高新区于2012年9月4日获批升级为国家级高新技术产业开发区，成为安徽省继合肥、芜湖、蚌埠之后的第4家国家级高新区。慈湖高新区位于马鞍山市西北部，地处皖江最前沿，北与江苏省交界，与南京江宁高新技术产业开发区接壤、并与南京滨江开发区相邻。205国道、宁铜铁路、宁马高速穿区而过。现有长4.2公里的长江深水岸线。
慈湖高新区是市委、市政府领导下实行特殊政策的经济区域，是市政府的派出机构，内设机构有管委会办公室、党工委办公室、招商局、经济发展局、社会发展局、建设局、财政局、安全环保局、土地征迁办、妇工委、团工委。受市政府委托负责区内规划及实施区内招商引资工作，管理区内投资项目及其公共设施建设，为区内企业提供全方位服务。
目前，区内已建成1个省级台湾工业园和1个国家“863”新材料成果转化基地—新材料科技产业园等特色园区。已建成1个5,000吨级危险品专用码头、4个5,000吨级兼靠万吨级海轮泊位的公共码头。全区现有铁路货运中转站1座，铁路专用线约5公里。
慈湖高新区主导产业为新材料产业、高端装备制造业、高端服务业。建有新材料产业园、现代物流园、科技研发园、高端装备制造产业基地。内有4×30万千瓦发电厂1座，企业综合利用电厂2座，长江港口公共码头、长运物流园、东昇物流园、慈湖铁路货运中转站。
慈湖高新区入驻有法国圣戈班、台湾中橡、广州立白、丰原生化、申能集团、首创水务、大唐集团、海螺水泥、格力电工等跨国公司和国内上市公司。